# 김동엽 (교수)
김동엽은 대한민국의 북한학자이다. 

## 생애
해군사관학교를 졸업한 후 2011년 중령으로 전역하였다. 군 현역 시절에 국방부에서 북핵WMD(대량살상무기)담당, 대북정책기획담당, 대북협력정책담당 등을 지내 정책, 이론, 실무를 겸비한 북한학자로 알려져 있다. 국방대학교에서 석사학위를 받은 뒤 북한대학원대학교에서 북한학 박사학위를 받았다. 2016년 경남대학교 극동문제연구소 교수로 부임해 정치외교학과 교수를 겸하였다.